# Sjuklönelagen
Sjuklönelagen, egentligen Lag (1991:1047) om sjuklön, är en svensk lag från 1991 som gör gällande att arbetstagare som princip har rätt att vid sjukdom behålla lön och andra anställningsförmåner, så kallad sjuklön. Sjuklönen ska utbetalas av arbetsgivaren för de första 14 dagarna av sjukdomsperioden. Med undantag för en karensdag ska 80 procent av anställningsförmånerna utbetalas under sjukdomsperioden.